# 长瓣马蹄荷
长瓣马蹄荷（学名：Exbucklandia longipetala）为金缕梅科马蹄荷属下的一个种。